# Nieustanne Tango
Nieustanne tango — второй музыкальный альбом польской рок-группы Republika, записанный в 1984 году.

## Список композиций
Сторона А
1. «Nieustanne tango» — 5:22
2. «Psy Pawłowa» — 4:15
3. «Na barykadach walka trwa» — 4:10
4. «Hibernatus» — 4:14

Сторона Б
1. «Zróbmy to (teraz)» — 2:48
2. «Wielki hipnotyzer» — 4:45
3. «Obcy astronom» — 5:15
4. «Fanatycy ognia» — 3:20
5. «Poranna wiadomość» — 4:20

- Grzegorz Ciechowski — слова и музыка
- Zbigniew Krzywański и Grzegorz Ciechowski — музыка «Obcy astronom»
- Песня "Psy Pawłowa (Собаки Павлова) относится к известному эксперименту Ивана Павлова. А также была в видеоигре Superhot.[7]
- Текст песни «Poranna wiadomość» (Утренние новости) относиться к введению военного положения в Польше 13 декабря 1981 года.[8]

## Состав группы
- Гжегож Цеховский (пол. Grzegorz Ciechowski) — вокал, фортепиано
- Славомир Цесельский (пол. Sławomir Ciesielski) — барабаны, вокал
- Збигнев Кживаньский (пол. Zbigniew Krzywański) — гитара, вокал
- Павел Кучыньский (пол. Paweł Kuczyński) — бас-гитара

## Критика
По профессиональным рецензиям:
- Журнал «Tylko Rock» два раза признал самую высокую ноту  в 1998 и 2002 году.[1][2]
- Журнал «Teraz Rock» два раза признал альбому самую высокую ноту  в 2006 и 2014 году.[3][4]
- Сайт «ProgRock.org.pl» признал ноту . ссылка

Песни, которые попали в хит-парад под званием «Lista Przebojów Programu Trzeciego» (Список Хитов Третьего Канала)
| Год  | Звание            | Позиция |
| ---- | ----------------- | ------- |
| 1983 | Nieustanne tango  | 1       |
| 1984 | Zróbmy to (teraz) | 3       |
| 1984 | Obcy astronom     | 1       |
| 1984 | Poranna wiadomość | 1       |
| 1984 | Psy Pawłowa       | 1       |